# 孫興ミン
孫 興慜（ソン・フンミン、朝: 손흥민、1992年7月8日 - ）は、韓国・江原道春川市出身のサッカー選手。MLS・ロサンゼルスFC所属。韓国代表。ポジションはFW。
日本の報道ではソン・フンミンや孫興民と表記されることもある。

## 概要
アジア史上最高のサッカー選手と称されている。アジア版バロンドールであるベスト・フットボーラー・イン・アジアの歴代最多受賞者である。2020年には世界の年間で最も華麗なゴールに贈られるFIFAプスカシュ賞も受賞した。2020-21シーズンにはアジア人初となるPFA年間ベストイレブンに選出された。2021-22シーズンにはアジア人史上初のプレミアリーグ得点王を獲得した。2023年にはアジア人初のプレミアリーグ通算100ゴールを達成した。2023-24シーズンにはプレミアリーグ史上7人目となる8シーズン連続で二桁得点を記録した。
2024年にはプレミアリーグ通算68アシストを記録し、トッテナムのクラブ歴代最多アシスト記録を達成した。2024-25シーズンにはトッテナムでキャプテンを務め、トッテナムをUEFAヨーロッパリーグ優勝に導いた。
さらに、2019年と2022年にはバロンドールにもノミネートされるなど、アジアを代表するスター選手である。

## 生い立ち
本貫は密陽孫氏。父親はKリーグとU-23韓国代表としての経験もあるソン・ウンジョンである。孫興慜は小学校と中学校ではサッカー部に所属せず、父が運営するサッカースクールで父から直接指導を受けるという韓国では珍しい経歴を持っていた。父のウンジョンは韓国では主流の結果重視の指導とは異なり、試合の勝敗にはこだわらずにパスやドリブル、リフティング、両足練習などの基本的な動きを集中的に身につけさせる指導を行っていた。
2008年、東北高等学校で目立った活躍をしていた孫は、夏にKFAが主導で行っている優秀選手海外留学プログラムの第6期生として金敏爀、金鐘必と共にハンブルガーSV U-17チームに加入。中心選手としてリーグ戦15試合に出場し9得点を挙げた。さらに活躍が評価され、翌年の5月9日には1つ上のカテゴリーであるU-19チームでリーグ戦に途中出場した。シーズン終了後に一旦帰国し、母校である東北高校に戻った。

## クラブ経歴

### ハンブルガーSV
2010年1月、ハンブルガーSVへ正式に移籍した。なお契約期間は4年で、移籍後はトップチームではなくU-21チームのメンバーとして出場し国内カップ戦で活躍した。このシーズンはU-19のリーグ戦で11試合に出場し6得点を挙げ、4部リーグに所属するセカンドチームでは6試合1得点の成績を残した。
2010-11シーズンのプレシーズンマッチでは9ゴールを記録したが、開幕前のチェルシーとの試合で左足指を骨折して手術を受け、開幕を待たずにチームを離脱した。2010年10月30日の1.FCケルン戦にて初出場、初スタメン、初ゴールを記録した。ブンデスリーガ公式サイトにて前半戦最も良いデビューを果たした選手に選出され、また、FIFA公式サイトの10代の有望選手の23人中の1人として名を連ねた。2012-13シーズンは先発に定着し、リーグ戦33試合出場で12得点をあげた。

### レバークーゼン

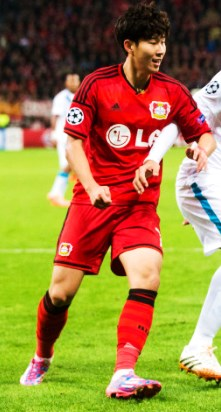
レバークーゼン時代 (2014年)

2013年6月13日、チェルシーFCに移籍したアンドレ・シュールレの代役としてバイエル・レバークーゼンへの移籍が決定した。レヴァークーゼンで2年連続の2桁ゴールを記録、ブンデスリーガでは3年連続2桁ゴールを記録した。

### トッテナム・ホットスパー

#### 2015-16シーズン
2015年8月28日、5年契約でイングランドの トッテナム・ホットスパーへ移籍した。背番号は7番。移籍金は中田英寿がASローマからパルマFCへ移籍した時に次ぐ、ヨーロッパでアジア人歴代2位となる3000万ユーロ。9月17日のUEFAヨーロッパリーグ、カラバフFKとの試合でクラブ初ゴールを含む2ゴールを記録した。9月20日のクリスタル・パレス戦でプレミアリーグ初ゴールを記録した。

#### 2016-17シーズン
昨シーズン高額の移籍金で移籍してきたものの、途中出場やベンチが多く、シーズン前には移籍の話があったが、2016-17シーズンが始まると9月にはストーク戦で2ゴールを記録するなど、プレミアリーグ月間最優秀選手に選出された。3月12日、FAカップのミルウォール戦ではハットトリックを達成した。4月9日のワトフォード戦では2得点を挙げた。4月には初のプレミアリーグでの2桁ゴールを記録すると同時に、自身2度目の受賞となるプレミアリーグ月間最優秀選手に選出された。トッテナムの選手では歴代7人目のプレミアリーグ月間最優秀選手の複数回受賞者となった。5月18日、延期されていた第34節のレスター戦では2ゴールを決め、リーグ戦、カップ戦などを合わせてシーズン21ゴールを達成した。

#### 2017-18シーズン
9月13日、ボルシア・ドルトムントとの対戦でシーズン初ゴールを決め、3-1での勝利に貢献。リーグ戦では10月22日にウェンブリーで行われたリヴァプールFCとの対戦で、ハリー・ケインのアシストからシーズン初ゴールを決め勝利に貢献した。11月5日のクリスタル・パレス戦においてゴールを決め、勝利の立役者となった。12月9日のストーク・シティ戦では1ゴール1アシストの活躍で、5-1での勝利に貢献、スカイスポーツ選出の同試合MVPに選ばれた。12月13日のブライトン戦でもゴールを決め、2-0での勝利をもたらした。12月26日のサウサンプトンとの対戦でもトッテナムの4点目を決め、5-2での勝利に貢献した。3月4日のハダースフィールド戦で2ゴールを決め勝利に貢献、プレミアリーグで2年連続2桁得点を達成した。2017年のアジア年間国際最優秀選手に選出。2015年に続く2回目の選出により同賞設立後、初の複数回受賞者となった。

#### 2018-19シーズン
アジア大会への参加のため出遅れたものの、11月24日のリーグ第13節チェルシー戦にてシーズン初ゴールを決めた。12月にはエヴァートンFC戦とAFCボーンマス戦でともに2ゴールを記録するなど復調し、さらに上述のチェルシー戦で決めたゴールが11月のプレミアリーグ月間最優秀ゴールに選ばれた。4月3日に行われたクリスタル・パレスFCとのリーグ戦では、55分にトッテナムの新スタジアムであるトッテナム・ホットスパー・スタジアムでの第1号ゴールを決めた。さらにUEFAチャンピオンズリーグのラウンド16準々決勝マンチェスター・シティFC戦の1stレグでは78分に先制点を挙げて新スタジアムのCLファーストゴールを記録し、これが決勝点となった。さらに2ndレグでは2ゴールを決めてトッテナムのクラブ史上初となるチャンピオンズリーグベスト4入りに大きく貢献した。
その後チームは決勝まで勝ち進み、リヴァプールとの決勝戦でも先発出場、同胞のパク・チソンに次ぐ、アジアで史上2人目のCL決勝戦に出場した選手となったが0-2で準優勝となった。3月、ロンドン年間最優秀選手賞を受賞した。5月4日のプレミアリーグ・AFCボーンマス戦では、前半終了間際にジェフェルソン・レルマとの競り合いで激昂、レルマを突き飛ばし、自身2度目の退場処分を受けた。シーズン終了後、クラブ年間最優秀選手賞・ジュニア世代選出クラブ年間最優秀選手賞・サポーター選出クラブ年間最優秀選手賞の個人賞3つを獲得し、さらに前述のチェルシー戦で決めた独走ゴールが年間最優秀ゴールに選ばれ、クラブ個人賞を独占しての4冠を達成した。

#### 2019-20シーズン
前述のボーンマス戦でのレッドカードにより開幕2節は出場停止。9月14日のリーグ第5節クリスタル・パレス戦でシーズン初ゴールを含む2ゴールを記録した。10月21日、 2019年バロンドールの30人の候補リストに選ばれた。11月3日、リーグ第11節エヴァートンFC戦で、アンドレ・ゴメスに対して背後からスライディング行った。倒されたゴメスの右足は不自然な方向に曲がり、右足の脱臼骨折として最終的に3ヶ月の長期離脱となった。主審は孫に対し一度はイエローカードを提示したものの、VARの助言により判定が覆り、レッドカードを受け退場となった。このプレーで3試合の出場停止を受けたが、トッテナムがFAに対して処分を取り消すよう抗議をした結果、11月5日にレッドカードが取り消された。
事故の3日後、4-0で勝利したCLグループステージ・レッドスター・ベオグラード戦でゴールを決めた後にはゴールを祝福することはせずに、カメラに向かってグディソン・パークで起こったことへの謝罪の意を示した。2月22日のチェルシー戦でアントニオ・リュディガーとの接触で転んだ際にリュディガーの脇腹を故意に蹴り上げ、報復行為によるレッドカードを受けて1発退場となった。
11月23日、3-2で勝利したウェストハム戦で1ゴール目を決めたが、このゴールはジョゼ・モウリーニョがトッテナムの監督に就任してから初めてのゴールとなった。 12月7日の5-0で勝利したバーンリーFC戦で、自陣深くから相手選手7人をかわしてゴールを決めた。この得点は試合後にモウリーニョからロナウドと掛け合わせて、"ソナウド・ナザーリオ"と称賛され、2020年1月には12月のプレミアリーグ月間最優秀ゴール、シーズン終了後にはプレミアリーグ年間最優秀ゴールに選ばれ、さらに12月には2020年のFIFAプスカシュ賞にも選ばれた。2月16日、ヴィラ・パークで2ゴールを決め3-2での勝利に大きく貢献した。また、この2得点によってプレミアリーグ通算51ゴールとなり、初めて50ゴールを記録したアジア人選手となった。試合にはフル出場した一方で、キックオフから僅か31秒で右腕を骨折しており、この怪我の影響で数週間の離脱となった。
新型コロナウイルスの世界的拡大の影響によるリーグ戦中断期間中に一時帰国し、兵役任務を消化。7月12日のアーセナル戦で1ゴール1アシストを決め、アジア人としては、プレミアリーグで1シーズンに10ゴール10アシストを記録した初の選手となった。シーズン終了後、前年度と同じクラブ個人賞3つ全てを再び獲得し、前述したバーンリー戦のゴールがクラブ年間最優秀ゴールに選ばれ、2シーズン連続のクラブ個人賞4冠を達成した。

#### 2020-21シーズン
9月20日、リーグ第2節のサウサンプトンFC戦では自身プレミアリーグ初のハットトリックを含む4ゴールを決める活躍を見せ、5-2の勝利に貢献した。なおアシストは全てハリー・ケインが記録し、孫はリーグ史上初めて同一選手の4アシストから4ゴールを記録した選手となった。また、プレミアリーグにおけるアジア人選手のハットトリックは2013年の香川真司以来である。10月のリーグ戦3試合ではオールド・トラッフォードでの2ゴール1アシストを含む4ゴール2アシストを記録し、自身3度目となるプレミアリーグ月間最優秀選手賞を受賞した。
2021年3月7日、リーグ第27節クリスタル・パレスFC戦でハリー・ケインの得点をアシストし、同選手とのコンビネーションによるゴールはシーズン14点目を記録した。これは94-95シーズンのアラン・シアラーとクリス・サットンによる13点を更新しリーグ史上最多である。4月21日、ジョゼ・モウリーニョ監督の解任を受けて暫定監督に就任したライアン・メイソンの初戦となる第29節サウサンプトン戦では、PKによる決勝ゴールを決めた。最終的にリーグ戦では37試合に出場、17得点10アシストを記録し、シーズン終了後には自身初、及びアジア人男子初となるプレミアリーグPFA年間ベストイレブンに選出された。

#### 2021-22シーズン
21-22シーズン初戦、マンチェスター・シティとの試合でゴールを決め、勝利に貢献すると、次々にゴールを記録し、2022年5月8日、リヴァプールFC戦では今シーズン20得点を決め、アジア人として初となる「欧州5大リーグで20得点」を記録した。2021-22シーズンでは最終的にリーグ戦35試合に出場、PKなしで23得点7アシストを記録し、エジプト代表のモハメド・サラーと並び、アジア人史上初となるプレミアリーグ得点王を獲得する快挙を成し遂げた。これらの活躍により、トッテナムのCL出場にも大きく貢献した。

#### 2022-23シーズン
2023年4月8日、ブライトン戦にてアジア人選手初となるプレミアリーグ通算100ゴールを達成した。試合後「プレミアリーグで100ゴールを決めるのはとても大きなことで私が夢見てきたこと。仲間がいなければ成し遂げることができなかった。この数週間は祖父が亡くなったりと、簡単ではなかった。このゴールは彼に捧げたい」と語っている。

#### 2023-24シーズン
2023年7月17日、サウジアラビアからオファーを受けていたが、移籍せずトッテナムに残留する事を明言した。2023-24シーズン、ハリー・ケインが移籍したことによりチームの主将に就任した。孫は「この大きなクラブでキャプテンを務めるのは光栄。驚くとともに非常に誇らしい瞬間だ」と述べた。エースとして活躍してリーグ戦35試合出場で17得点10アシストを記録した。

#### 2024-25シーズン
プレミアリーグで8年連続で達成してきた「二桁得点」が途切れて、所属チームもリーグ17位に沈む苦しいシーズンだったが、主将としてトッテナムをUEFAヨーロッパリーグ優勝に導いてプロ入り後初めてチームタイトルを獲得した。シーズン終了後の8月2日、プレシーズンキャンプ地の韓国・ソウルでトッテナム・ホットスパーからの退団を発表。翌8月3日のニューカッスル・ユナイテッドとの親善試合がトッテナム最後の試合となった。

### ロサンゼルスFC
2025年8月7日、ロサンゼルスFCは孫の獲得を発表。

## 代表経歴
2009年にナイジェリアで開催されたFIFA U-17ワールドカップではチームトップの3ゴールを記録し、韓国代表のベスト8に貢献した。2010年12月30日のシリアとの親善試合で代表デビューを果たした。
2014 FIFAワールドカップで韓国代表として3試合に出場し、アルジェリア戦で得点した。大韓サッカー協会は2014年の仁川アジア大会に孫を出場させる意向であったが、レバークーゼンは孫の出場を許可しなかった。
2015年9月3日の2018 FIFAワールドカップ予選のラオス戦で代表では初となるハットトリックを達成した。2016年8月、2016年リオデジャネイロオリンピックにオーバーエイジとして出場したが、チームは準々決勝のホンジュラス戦で敗退したため、銅メダル以上で与えられる兵役免除の機会を逃した。
2018 FIFAワールドカップで韓国代表として3試合に出場し、メキシコ戦、ドイツ戦と2試合で得点を記録した。2018年アジア競技大会男子サッカーにも出場し、韓国代表の優勝により兵役免除の恩典を受ける。
2019年AFCアジアカップでは、自身無得点に終わりチームも準々決勝でカタールに0-1で敗れ、敗退した。
2022年6月6日のチリとの親善試合で、韓国代表史上16人目となる通算100試合出場を達成した。

## 人物・エピソード
- 母国での人気は絶大で、ギャラップ調査では「韓国人が好きなスポーツ選手」部門で2017年から2024年まで8年連続1位に選ばれた[3][75]。
- 現役でいる間は結婚するつもりはないと表明している。「結婚すれば家族が1番でサッカーが次になる。僕はトップレベルでプレーしている限りはサッカーを一番にしたい」ことが理由だという[76]。なお、ファンとの交流などでは子供好きである様子がうかがえる。
- ゴールを決めた際には、指でカメラを作る独特なゴールパフォーマンスを行う。このパフォーマンスには「決めたゴールを、思い出としてとっておく」という意味が込められている。
- フランツ・ベッケンバウアーは孫について、「彼はスーパーな選手。私は彼のプレーが本当に好きだ。速くてダイナミックで、ただゴールを決めるだけでなく、本当に美しいゴールを決める。」と称賛している[77]。
- かつてJリーグ・アルビレックス新潟でプレーし、現在はFCソウルに所属している金珍洙とは同学年の親友である[78]。
- バイエル・レバークーゼン時代にチームメイトだったハカン・チャルハノールとは犬猿の仲と言われており、2015年にトッテナム・ホットスパーFCに移籍する際、孫がレバークーゼン側の許可を得ずに移籍話を進めた事をチャルハノールが非難したのに対し、孫がドイツの称えを例に挙げて反論。更にチャルハノールからの別れの挨拶を孫が無視したことで、両者の関係は修復不可能になったと言われている[79]。
- 2020年7月、リーグ第33節エヴァートン戦の前半終了時、直前の相手CKの場面での孫の守備姿勢に対してGKウーゴ・ロリスが不満を露わにし、孫が反論して口論に発展した。ロッカールームに戻っても、密着ドキュメンタリー番組を撮影していたAmazon撮影班のカメラの前で両者は激しく言い争った。最終的にチームメイトの介入もあって場は収まり、2人は試合後のコメントなどで"サッカーでは時々起こり得ることで遺恨は無い"としている。後に番組で問題のシーンが公開された際、両者ともが英語を話しているにも関わらず英語字幕では孫の発言のみが（Shouting）と表記されており、孫が人種差別を受けたという声もある。

## 個人成績
| クラブ           | シーズン | リーグ           | リーグ戦 | リーグ戦 | 合計 | 合計 |
| クラブ           | シーズン | リーグ           | 出場     | 得点     | 出場 | 得点 |
| ---------------- | -------- | ---------------- | -------- | -------- | ---- | ---- |
| ハンブルガーSV Ⅱ | 2009-10  | レギオナルリーガ | 6        | 1        | 6    | 1    |
| 総通算           | 総通算   | 総通算           | 6        | 1        | 6    | 1    |

| クラブ         | シーズン | リーグ         | リーグ戦 | リーグ戦 | カップ戦 | カップ戦 | リーグ杯 | リーグ杯 | 国際大会 | 国際大会 | 合計 | 合計 |
| クラブ         | シーズン | リーグ         | 出場     | 得点     | 出場     | 得点     | 出場     | 得点     | 出場     | 得点     | 出場 | 得点 |
| -------------- | -------- | -------------- | -------- | -------- | -------- | -------- | -------- | -------- | -------- | -------- | ---- | ---- |
| ハンブルガーSV | 2010-11  | ブンデスリーガ | 13       | 3        | 1        | 0        | -        | -        | -        | -        | 14   | 3    |
| ハンブルガーSV | 2011-12  | ブンデスリーガ | 27       | 5        | 3        | 0        | -        | -        | -        | -        | 30   | 5    |
| ハンブルガーSV | 2012-13  | ブンデスリーガ | 33       | 12       | 1        | 0        | -        | -        | -        | -        | 34   | 12   |
| ハンブルガーSV | 通算     | 通算           | 73       | 20       | 5        | 0        | -        | -        | -        | -        | 78   | 20   |
| レバークーゼン | 2013-14  | ブンデスリーガ | 31       | 10       | 4        | 2        | -        | -        | 8        | 0        | 43   | 12   |
| レバークーゼン | 2014-15  | ブンデスリーガ | 30       | 11       | 2        | 1        | -        | -        | 10       | 5        | 42   | 17   |
| レバークーゼン | 2015-16  | ブンデスリーガ | 1        | 0        | 0        | 0        | -        | -        | 1        | 0        | 2    | 0    |
| レバークーゼン | 通算     | 通算           | 62       | 21       | 6        | 3        | -        | -        | 19       | 5        | 87   | 29   |
| トッテナム     | 2015-16  | プレミアリーグ | 28       | 4        | 4        | 1        | 1        | 0        | 7        | 3        | 40   | 8    |
| トッテナム     | 2016-17  | プレミアリーグ | 34       | 14       | 5        | 6        | 0        | 0        | 8        | 1        | 47   | 21   |
| トッテナム     | 2017-18  | プレミアリーグ | 37       | 12       | 7        | 2        | 2        | 0        | 7        | 4        | 53   | 18   |
| トッテナム     | 2018-19  | プレミアリーグ | 31       | 12       | 1        | 1        | 4        | 3        | 12       | 4        | 48   | 20   |
| トッテナム     | 2019-20  | プレミアリーグ | 30       | 11       | 4        | 2        | 1        | 0        | 6        | 5        | 41   | 18   |
| トッテナム     | 2020-21  | プレミアリーグ | 37       | 17       | 2        | 0        | 3        | 1        | 9        | 4        | 51   | 22   |
| トッテナム     | 2021-22  | プレミアリーグ | 35       | 23       | 2        | 0        | 4        | 0        | 4        | 1        | 45   | 24   |
| トッテナム     | 2022-23  | プレミアリーグ | 36       | 10       | 3        | 2        | 0        | 0        | 8        | 2        | 47   | 14   |
| トッテナム     | 2023-24  | プレミアリーグ | 35       | 17       | 0        | 0        | 1        | 0        | -        | -        | 36   | 17   |
| トッテナム     | 2024-25  | プレミアリーグ | 30       | 7        | 2        | 0        | 4        | 1        | 10       | 3        | 46   | 11   |
| トッテナム     | 通算     | 通算           | 333      | 127      | 30       | 14       | 20       | 5        | 68       | 26       | 454  | 173  |
| 総通算         | 総通算   | 総通算         | 468      | 168      | 41       | 17       | 20       | 5        | 87       | 31       | 616  | 221  |

## 代表歴
- 国際Aマッチ初出場 - 2010年10月30日 - 国際親善試合 vsシリア代表（バニーヤース・スタジアム）
- 国際Aマッチ初得点 - 2011年1月18日 - AFCアジアカップ2011 vsインド代表（アル・ガラファ・スタジアム）
- 国際Aマッチ100試合出場 - 2022年6月6日 国際親善試合 vsチリ代表（大田ワールドカップ競技場）
- 国際Aマッチ50得点 - 2024年11月14日 2026 FIFAワールドカップ・アジア3次予選 vsクウェート代表（ジャービル・アル＝アフマド国際スタジアム）

### 出場大会
- U-17韓国代表
  - 2009 FIFA U-17ワールドカップ
- U-23韓国代表
  - 2016年リオデジャネイロオリンピック（オーバーエイジ）
  - 2018年アジア競技大会（オーバーエイジ）
- 韓国代表
  - AFCアジアカップ2011
  - 2014 FIFAワールドカップ・アジア3次予選
  - 2014 FIFAワールドカップ・アジア4次予選
  - 2014 FIFAワールドカップ
  - AFCアジアカップ2015
  - 2018 FIFAワールドカップ・アジア2次予選
  - 2018 FIFAワールドカップ・アジア3次予選
  - 2018 FIFAワールドカップ
  - AFCアジアカップ2019
  - 2022 FIFAワールドカップ・アジア2次予選
  - 2022 FIFAワールドカップ・アジア3次予選
  - 2022 FIFAワールドカップ
  - 2026 FIFAワールドカップ・アジア2次予選
  - AFCアジアカップ2023
  - 2026 FIFAワールドカップ・アジア3次予選

### 試合数
- 国際Aマッチ 133試合 51得点（2010年 - ）[80]

| 韓国代表 | 国際Aマッチ | 国際Aマッチ |
| 年       | 出場        | 得点        |
| -------- | ----------- | ----------- |
| 2010     | 1           | 0           |
| 2011     | 8           | 1           |
| 2012     | 3           | 0           |
| 2013     | 11          | 4           |
| 2014     | 12          | 2           |
| 2015     | 13          | 9           |
| 2016     | 6           | 1           |
| 2017     | 9           | 3           |
| 2018     | 13          | 3           |
| 2019     | 13          | 3           |
| 2020     | 2           | 0           |
| 2021     | 7           | 4           |
| 2022     | 12          | 5           |
| 2023     | 8           | 6           |
| 2024     | 15          | 10          |
| 2025     | 2           | 0           |
| 通算     | 135         | 51          |

### 代表での得点
| #    | 開催年月日     | 開催地             | スタジアム                                     | 対戦国         | 結果  | 試合概要                               |
| ---- | -------------- | ------------------ | ---------------------------------------------- | -------------- | ----- | -------------------------------------- |
| 1.   | 2011年1月18日  | ドーハ             | サーニー・ビン・ジャーシム・スタジアム         | インド         | ○4-1  | AFCアジアカップ2011                    |
| 2.   | 2013年3月26日  | ソウル特別市       | ソウルワールドカップ競技場                     | カタール       | ○2-1  | 2014 FIFAワールドカップ・アジア4次予選 |
| 3.   | 2013年9月6日   | 仁川広域市         | 仁川サッカー競技場                             | ハイチ         | ○4-1  | 国際親善試合                           |
| 4.   | 2013年9月6日   | 仁川広域市         | 仁川サッカー競技場                             | ハイチ         | ○4-1  | 国際親善試合                           |
| 5.   | 2013年10月15日 | 天安市             | 天安スタジアム                                 | マリ           | ○3-1  | 国際親善試合                           |
| 6.   | 2014年3月5日   | アテネ             | スタディオ・ヨルギオス・カライスカキス         | ギリシャ       | ○2-0  | 国際親善試合                           |
| 7.   | 2014年6月22日  | ポルト・アレグレ   | エスタジオ・ベイラ＝リオ                       | アルジェリア   | ●2-4  | 2014 FIFAワールドカップ                |
| 8.   | 2015年1月22日  | メルボルン         | メルボルン・レクタンギュラー・スタジアム       | ウズベキスタン | ○2-0  | AFCアジアカップ2015                    |
| 9.   | 2015年1月22日  | メルボルン         | メルボルン・レクタンギュラー・スタジアム       | ウズベキスタン | ○2-0  | AFCアジアカップ2015                    |
| 10.  | 2015年1月31日  | シドニー           | スタジアム・オーストラリア                     | オーストラリア | ●1-2  | AFCアジアカップ2015                    |
| 11.  | 2015年6月16日  | バンコク           | ラジャマンガラ競技場                           | ミャンマー     | ○2-0  | 2018 FIFAワールドカップ・アジア2次予選 |
| 12.  | 2015年9月3日   | 華城市             | 華城総合運動場                                 | ラオス         | ○8-0  | 2018 FIFAワールドカップ・アジア2次予選 |
| 13.  | 2015年9月3日   | 華城市             | 華城総合運動場                                 | ラオス         | ○8-0  | 2018 FIFAワールドカップ・アジア2次予選 |
| 14.  | 2015年9月3日   | 華城市             | 華城総合運動場                                 | ラオス         | ○8-0  | 2018 FIFAワールドカップ・アジア2次予選 |
| 15.  | 2015年11月17日 | ヴィエンチャン     | ニュー・ラオス・ナショナルスタジアム           | ラオス         | ○5-0  | 2018 FIFAワールドカップ・アジア2次予選 |
| 16.  | 2015年11月17日 | ヴィエンチャン     | ニュー・ラオス・ナショナルスタジアム           | ラオス         | ○5-0  | 2018 FIFAワールドカップ・アジア2次予選 |
| 17.  | 2016年10月6日  | 水原市             | 水原ワールドカップ競技場                       | カタール       | ○3-2  | 2018 FIFAワールドカップ・アジア3次予選 |
| 18.  | 2017年10月10日 | ビール/ビエンヌ    | ティソ・アレーナ                               | モロッコ       | ●1-3  | 国際親善試合                           |
| 19.  | 2017年11月10日 | 水原市             | 水原ワールドカップ競技場                       | コロンビア     | ○2-1  | 国際親善試合                           |
| 20.  | 2017年11月10日 | 水原市             | 水原ワールドカップ競技場                       | コロンビア     | ○2-1  | 国際親善試合                           |
| 21.  | 2018年5月28日  | 大邱広域市         | 大邱スタジアム                                 | ホンジュラス   | ○2-0  | 国際親善試合                           |
| 22.  | 2018年6月23日  | ロストフ・ナ・ドヌ | ロストフ・アリーナ                             | メキシコ       | ●1-2  | 2018 FIFAワールドカップ                |
| 23.  | 2018年6月27日  | カザン             | カザン・アリーナ                               | ドイツ         | ○2-0  | 2018 FIFAワールドカップ                |
| 24.  | 2019年3月26日  | 水原市             | 水原ワールドカップ競技場                       | コロンビア     | ○2-1  | 国際親善試合                           |
| 25.  | 2019年10月10日 | 華城市             | 華城総合運動場                                 | スリランカ     | ○8-0  | 2022 FIFAワールドカップ・アジア2次予選 |
| 26.  | 2019年10月10日 | 華城市             | 華城総合運動場                                 | スリランカ     | ○8-0  | 2022 FIFAワールドカップ・アジア2次予選 |
| 27.  | 2021年6月7日   | 高陽市             | 高陽総合運動場                                 | レバノン       | ○2-1  | 2022 FIFAワールドカップ・アジア2次予選 |
| 28.  | 2021年10月7日  | 安山市             | 安山ワースタジアム                             | シリア         | ○2-1  | 2022 FIFAワールドカップ・アジア3次予選 |
| 29.  | 2021年10月12日 | テヘラン           | アザディ・スタジアム                           | イラン         | △1-1  | 2022 FIFAワールドカップ・アジア3次予選 |
| 30.  | 2021年11月16日 | ドーハ             | サーニー・ビン・ジャーシム・スタジアム         | イラク         | ○3-0  | 2022 FIFAワールドカップ・アジア3次予選 |
| 31.  | 2022年3月24日  | ソウル特別市       | ソウルワールドカップ競技場                     | イラン         | ○2-0  | 2022 FIFAワールドカップ・アジア3次予選 |
| 32.  | 2022年6月6日   | 大田広域市         | 大田ワールドカップ競技場                       | チリ           | ○2-0  | 国際親善試合                           |
| 33.  | 2022年6月10日  | 水原市             | 水原ワールドカップ競技場                       | パラグアイ     | △2-2  | 国際親善試合                           |
| 34.  | 2022年9月23日  | 高陽市             | 高陽総合運動場                                 | コスタリカ     | △2-2  | 国際親善試合                           |
| 35． | 2022年9月28日  | ソウル特別市       | ソウルワールドカップ競技場                     | カメルーン     | 〇1-0 | 国際親善試合                           |
| 36.  | 2023年3月24日  | 蔚山広域市         | 蔚山文殊サッカー競技場                         | コロンビア     | △2-2  | 国際親善試合                           |
| 37.  | 2023年3月24日  | 蔚山広域市         | 蔚山文殊サッカー競技場                         | コロンビア     | △2-2  | 国際親善試合                           |
| 38.  | 2023年10月17日 | 水原市             | 水原ワールドカップ競技場                       | ベトナム       | ○6-0  | 国際親善試合                           |
| 39.  | 2023年11月16日 | ソウル特別市       | ソウルワールドカップ競技場                     | シンガポール   | ○5-0  | 2026 FIFAワールドカップ・アジア2次予選 |
| 40.  | 2023年11月21日 | 深圳市             | 深圳世界大学生運動会体育中心                   | 中国           | ○3-0  | 2026 FIFAワールドカップ・アジア2次予選 |
| 41.  | 2023年11月21日 | 深圳市             | 深圳世界大学生運動会体育中心                   | 中国           | ○3-0  | 2026 FIFAワールドカップ・アジア2次予選 |
| 42． | 2024年1月20日  | ドーハ             | アル・トゥマーマ・スタジアム                   | ヨルダン       | △2-2  | AFCアジアカップ2023                    |
| 43.  | 2024年1月25日  | アル=ワクラ        | アル・ジャヌーブ・スタジアム                   | マレーシア     | △3-3  | AFCアジアカップ2023                    |
| 44.  | 2024年2月2日   | アル=ワクラ        | アル・ジャヌーブ・スタジアム                   | オーストラリア | ○2-1  | AFCアジアカップ2023                    |
| 45.  | 2024年3月21日  | ソウル特別市       | ソウルワールドカップ競技場                     | タイ           | △1-1  | 2026 FIFAワールドカップ・アジア2次予選 |
| 46.  | 2024年3月26日  | バンコク           | ラジャマンガラ競技場                           | タイ           | ○3-0  | 2026 FIFAワールドカップ・アジア2次予選 |
| 47.  | 2024年6月6日   | シンガポール       | シンガポール・ナショナルスタジアム             | シンガポール   | ○7-0  | 2026 FIFAワールドカップ・アジア2次予選 |
| 48.  | 2024年6月6日   | シンガポール       | シンガポール・ナショナルスタジアム             | シンガポール   | ○7-0  | 2026 FIFAワールドカップ・アジア2次予選 |
| 49.  | 2024年9月10日  | マスカット         | スルタン・カーブース・スポーツ・コンプレックス | オマーン       | ○3-1  | 2026 FIFAワールドカップ・アジア3次予選 |
| 50.  | 2024年11月14日 | クウェート市       | ジャービル・アル＝アフマド国際スタジアム       | クウェート     | ○3-1  | 2026 FIFAワールドカップ・アジア3次予選 |
| 51.  | 2024年11月19日 | アンマン           | アンマン国際スタジアム                         | パレスチナ     | △1-1  | 2026 FIFAワールドカップ・アジア3次予選 |

## タイトル

### クラブ
トッテナム・ホットスパーFC
- UEFAヨーロッパリーグ：1回（2024-25）

### 代表
U-23韓国代表
- アジア競技大会：1回（2018）

### 個人
- プレミアリーグ得点王：1回（2021-22）
- PFA年間ベストイレブン：1回（2020-21）
- FAカップ得点王：1回（2016-17）
- プレミアリーグ月間最優秀選手：4回（2016年9月、2017年4月、2020年10月、2023年9月）
- プレミアリーグ年間最優秀ゴール（英語版）：1回（2019-20）
- プレミアリーグ月間最優秀ゴール（英語版）：2回（2018年11月、2019年12月）
- FIFAプスカシュ賞：1回（2020）
- ベスト・フットボーラー・イン・アジア：9回（2013、2015、2017、2018、2019、2020、2021、2022、2023）
- AFCアジア年間国際最優秀選手：4回（2015、2017、2019、2023）
- AFCアジアカップ ベストイレブン：1回（2015）
- UEFAチャンピオンズリーグ ベストイレブン：1回（フランス・フットボール紙選）（2018-19）
- トッテナム・ホットスパー年間最優秀選手：3回（2018-19、2019-20、2021-22）
- トッテナム・ホットスパー年間最優秀ゴール：3回（2017-18、2018-19、2019-20）
- 大韓サッカー協会 韓国年間最優秀選手：8回（2013、2014、2017、2019、2020、2021、2022、2024）
- ESPN アジア年間最優秀選手：4回（2013、2014、2015、2019）
- タイタンスポーツ（英語版） アジア年間最優秀選手：3回（2014、2015、2019）
- CIESフットボール・オブザーバトリー（英語版） 世界の価値ある選手ベスト100：6回（2015、2016、2017、2018、2019、2020）
- ビルト紙 ブンデスリーガ年間若手ベストイレブン：1回（2010-2011）
- デイリー・メール 世界で最も優れた選手ベスト100人：1回（2016）
- ロンドン・フットボール・アウォーズ年間最優秀選手：1回（2018-19）
- ロンドン・フットボール・アウォーズ年間最優秀ゴール：2回（2019-20、2022-23）
- Sky Sports プレミアリーグ年間最優秀ゴール：1回（2019-20）
- BBC年間最優秀ゴール（英語版）：1回（2019-20）